# Колеџ Европе
Колеџ Европе (енгл. College of Europe, фр. Collège d’Europe) је постдипломски институт за европске студије са главним кампусом у Брижу (Белгија) и додатним кампусима у Варшави (Пољска) и Тирани (Албанија). Кампус у Брижу су 1949. основале водеће историјске европске личности и очеви оснивачи Европске уније, како би промовисао „дух солидарности и међусобног разумевања између свих нација западне Европе и да обезбеди елитну обуку појединцима који ће подржавати ове вредности” и „обучити елиту младих руководилаца за Европу”.
Колеџ Европа је био најзаступљенији алма матер (завршени универзитет) међу високим државним службеницима ЕУ, на основу узорка који је Politico саставио 2021. Politico је чак посветио део свог веб-сајта вестима у вези са Колеџем Европе.